# Hora Svaté Kateřiny
Hora Svaté Kateřiny település Csehországban, a Mosti járásban. Hora Svaté Kateřiny Deutschneudorf, Olbernhau, Brandov, Boleboř, Kalek és Nová Ves v Horách településekkel határos. Lakosainak száma 460 fő (2024. január 1.).

## Népesség
A település lakosságának változását az alábbi diagram mutatja:
| Lakosok száma | 2200 | 2004 | 1910 | 448  | 398  | 445  | 453  | 453  | 456  | 460  |
|               | 1869 | 1900 | 1921 | 1961 | 1980 | 2011 | 2016 | 2019 | 2021 | 2024 |